# Bois de la Rente du Failly
Le Bois de la Rente du Failly est une zone naturelle protégée située sur la commune de Velars-sur-Ouche, dans le département de la Côte-d'Or

## Statut
Le site est une zone naturelle protégée, classée Zone naturelle d'intérêt écologique, faunistique et floristique de type I, sous le numéro régional n°10270000.

## Description
Le bois de la Rente du Failly situé au nord de Velars-sur-Ouche a la particularité d'être une inclusion acide en région calcaire.  C'est une chênaie-charmeraie avec des chataîgniers.

## Espèces remarquables

### Flore
Callune, Leucobryum glauque